# Alekséyevskaya (Metro)
Alekséyevskaya (en ruso: Алексе́евская) es una estación del Metro de Moscú situada en el Distrito de Alekséi. La estación se encuentra en la línea Kaluzhsko-Rízhskaya, entre las estaciones de Botaníchesky Sad y Rízhskaya.

## Nombre
La estación recibe su nombre por el distrito de Moscú en el que se encuentra: Alekséi.

## Historia
La estación fue inaugurada el 1 de mayo de 1958.

## Diseño

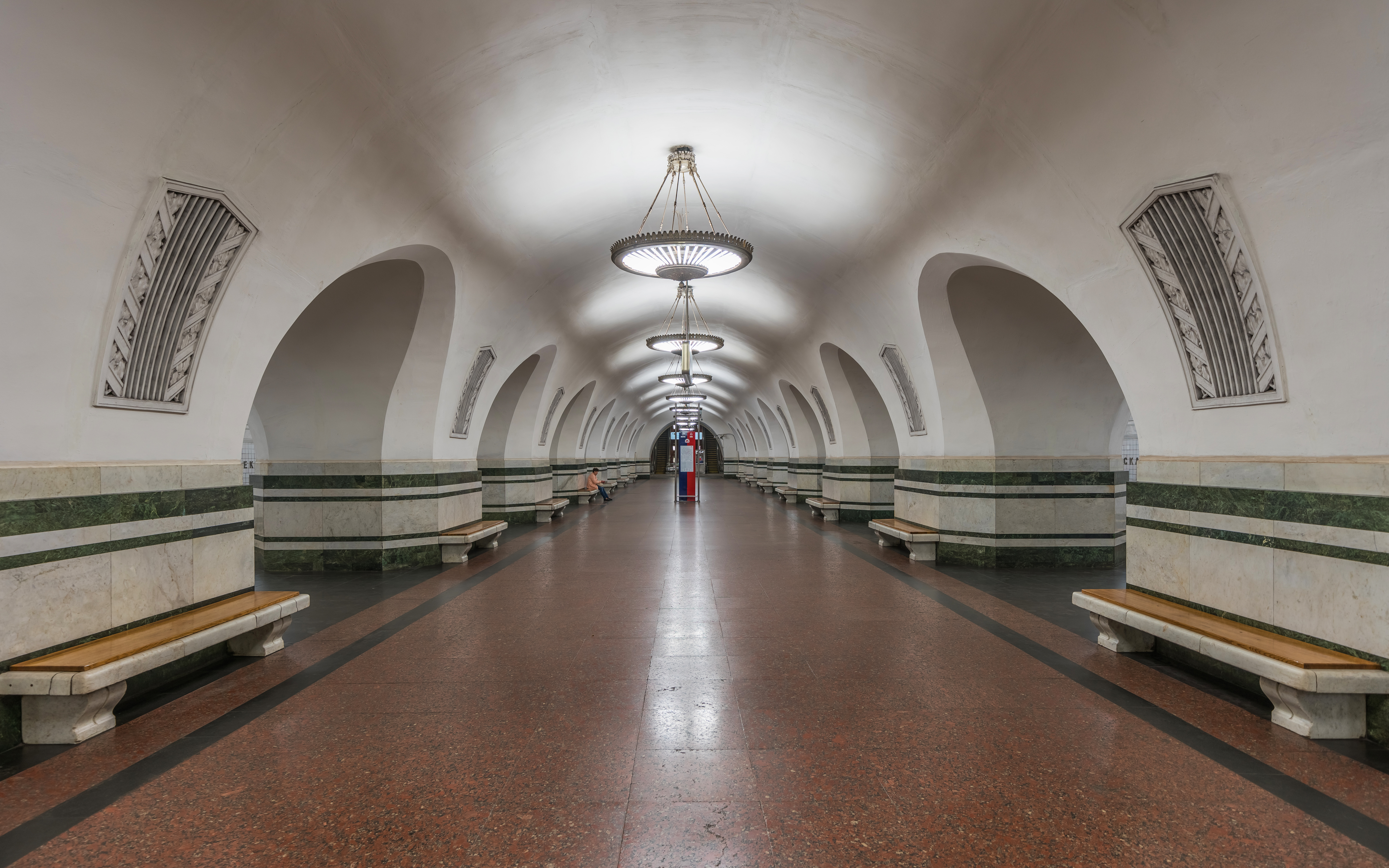
Pasillo central de la estación

La estación fue diseñada por S. Kravets, Y. Kolesnikova y G. Golubev e, inicialmente, estaba previsto que luciera una decoración tan ostentosa como las estaciones anteriores. Sin embargo, su diseño fue modificado por la oposición de Jruschov a los elementos decorativos innecesarios. Como resultado, la estación cuenta con unas líneas sorprendentemente limpias a pesar de haber sido construida durante los años 1950.
Cuenta con pilares octogonales de mármol blanco con rayas verdes y con arcos, techos y rejillas de ventilación pintados de blanco. La iluminación proviene de lámparas de araña discretas pero elegantes.

## Accesos
La entrada a la estación, de forma circular, se encuentra en el lado este de la avenida Mira, entre las calles Staroalexeyevskaya y Novoalexeyevskaya.

## Conexiones
Esta estación no dispone de conexión con ninguna otra línea.
- Datos: Q2721585
- Multimedia: Alexeyevskaya (Moscow Metro) / Q2721585